# Texas Tornados
Die Texas Tornados sind eine US-amerikanische Tex-Mex-Band die von Doug Sahm, Freddy Fender, Augie Meyers und Flaco Jiménez 1989 gegründet wurden.

## Gründung und Erfolge
Die Texas Tornados entstanden 1989 aus der Idee, im Zuge des Erfolgs der Traveling Wilburys eine ähnliche Supergroup im Tex-Mex-Stil zu gründen. Sowohl Doug Sahm und Augie Meyers vom Sir Douglas Quintet als auch Country-Sänger Freddy Fender und Akkordeon-Legende Flaco Jiménez konnten zum Zeitpunkt der Bandgründung auf jahrzehntelange Karrieren zurückblicken. Folglich konnten die Texas Tornados auf ein breites Repertoire an Hits aus Rock, Blues, Country und Conjunto zurückgreifen. Ihr erster Auftritt fand noch unter dem Namen „Tex-Mex Revue“ statt. 
Auf der Bühne und im Studio wurden die Texas Tornados von Musikern aus dem Umfeld von Doug Sahm begleitet. Meist waren Louis Ortega (Gitarre), Speedy Sparks (Bass), Ernie Durawa (Schlagzeug) und Oscar Tellez (Bajo Sexto) mit von der Partie. Gelegentlich kamen auch die West Side Horns um den Saxophonisten Rocky Morales dazu. 
Die Texas Tornados sangen ihre Songs in Englisch und Spanisch und wechselten die Sprache oft innerhalb eines Songs. Ihr Debüt-Album erschien für den spanischsprachigen Markt auch als rein Spanisch gesungene Ausgabe.  
Für den Song Soy De San Luis, eine Komposition von Santiago Jimenez Sr., Vater von Flaco Jimenez, aus ihrem Debüt-Album, wurden die Texas Tornados mit dem Grammy in der Kategorie Best Mexican-American Performance ausgezeichnet. Weitere Nominierungen folgten für die Alben Zone of Our Own (1991) und Hangin’ on by a Thread (1993) und den Song A Little Bit Is Better than Nada (1997), der auch als Titelsong der Filmkomödie Tin Cup (mit Kevin Costner) verwendet wurde. 

## Auflösung und Comebacks
Obwohl durch die Zusammenarbeit auch die Solo-Karrieren der beteiligten Musiker neuen Auftrieb bekamen, trennten sich die Texas Tornados 1993, weil der erhoffte große kommerzielle Erfolg ausblieb. 1996 kamen sie allerdings wieder zusammen und nahmen mit Four Aces eine weitere Studio-Platte auf. Diesmal rückte der Gesang von Freddy Fender ins Zentrum. 1999 folgte mit Live from the Limo Vol. 1 ein Live-Album. Zu einem zweiten Teil kam es allerdings nicht mehr, denn der frühe Tod von Doug Sahm im November 1999 beendete das Kapitel Texas Tornados vorzeitig. Ein letzter gemeinsamer Song erschien 2000 im Rahmen des Soundtracks zum Film Price of Glory, eine spanische Version des Johnny-Cash-Hits Ring of Fire, gesungen von Freddy Fender. 
2005 veröffentlichte das Label New West Records in seiner Reihe mit Archivaufnahmen aus der TV-Sendung Austin City Limits unter dem Titel Live from Austin, Texas einen Konzertmitschnitt der Texas Tornados aus dem Jahr 1990 auf CD und DVD. 
Im November 2005 waren die übrig gebliebenen Texas Tornados Fender, Meyers und Jimenez noch einmal gemeinsam im Studio, um zwölf neue Titel einzuspielen. Das geplante Comeback-Album wurde aber wegen Freddy Fenders schlechtem Gesundheitszustand nicht mehr veröffentlicht. Fender starb im Oktober 2006 an Lungenkrebs.
Im April 2010 veröffentlichten die verbliebenen Bandmitglieder Augie Meyers und Flaco Jiménez zusammen mit Sahms Sohn Shawn das Album Esta Bueno!. Es enthält einige der letzten Aufnahmen Freddy Fenders. Der Titelsong handelt von den Folgen des übermäßigen Verzehrs von Jalapeños.

## Diskografie

### Alben
- 1990: Texas Tornados
- 1990: Los Texas Tornados
- 1991: Zone of Our Own
- 1992: Hangin’ On by y Thread
- 1993: The Best of the Texas Tornados
- 1996: 4 Aces
- 1999: Live from the Limo, Vol. 1
- 2005: Live from Austin, TX
- 2010: Esta Bueno!